# Kautokeino (vila)
Kautokeino (norueguês), Guovdageaidnu (lapão setentrional) ou Koutokeino (kven) é o centro administrativo do município de Kautokeino no condado de Finnmark, Noruega. A vila é situada ao longo do rio Kautokeino(Kautokeinoelva (lapão setentrional)), a cerca de 60 Km a sul da pequena povoação de Masi e a 40 Km a norte da fronteira Finlândia-Noruega.

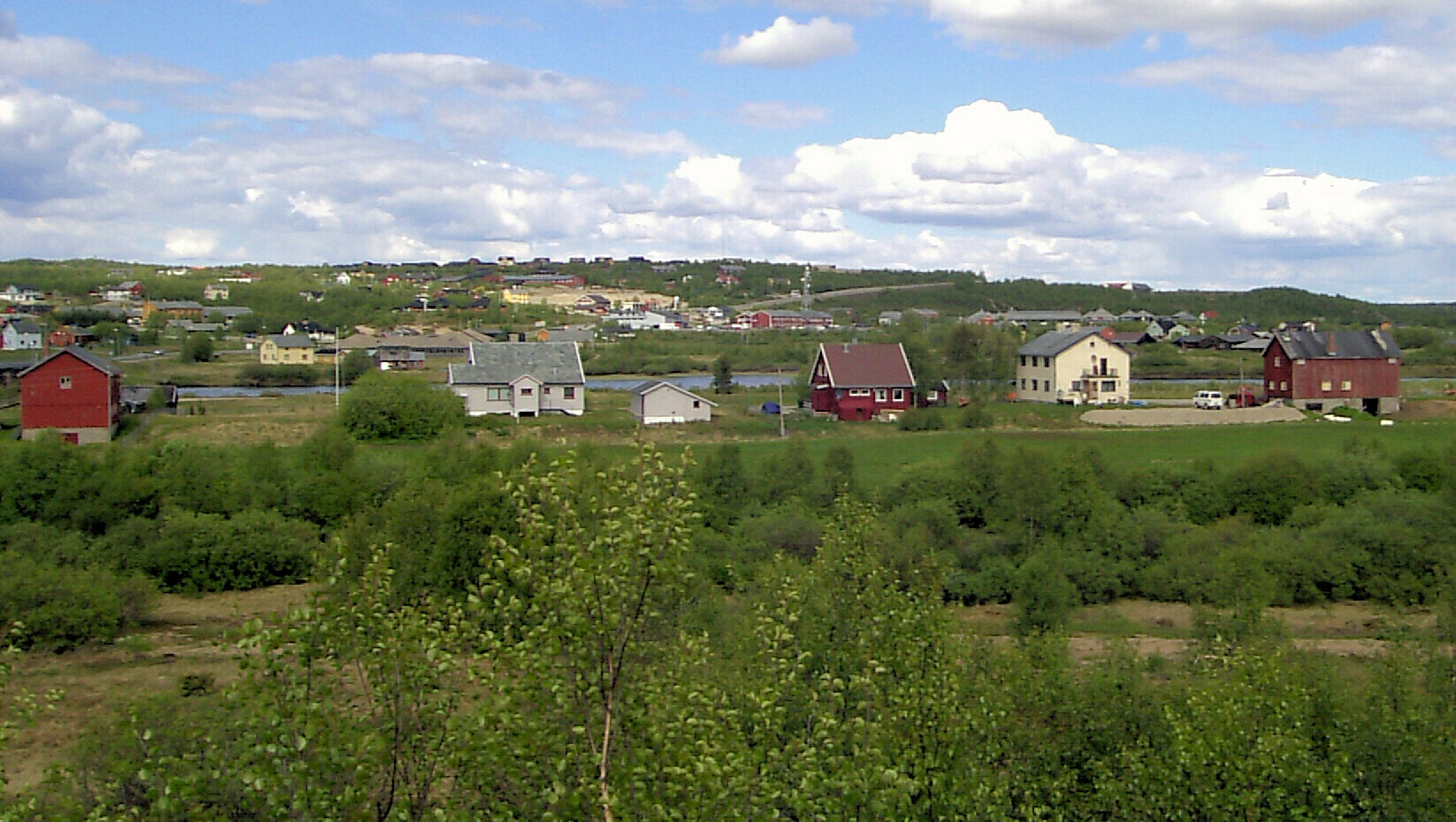
vista panorâmica de Kautokeino, na Lapónia

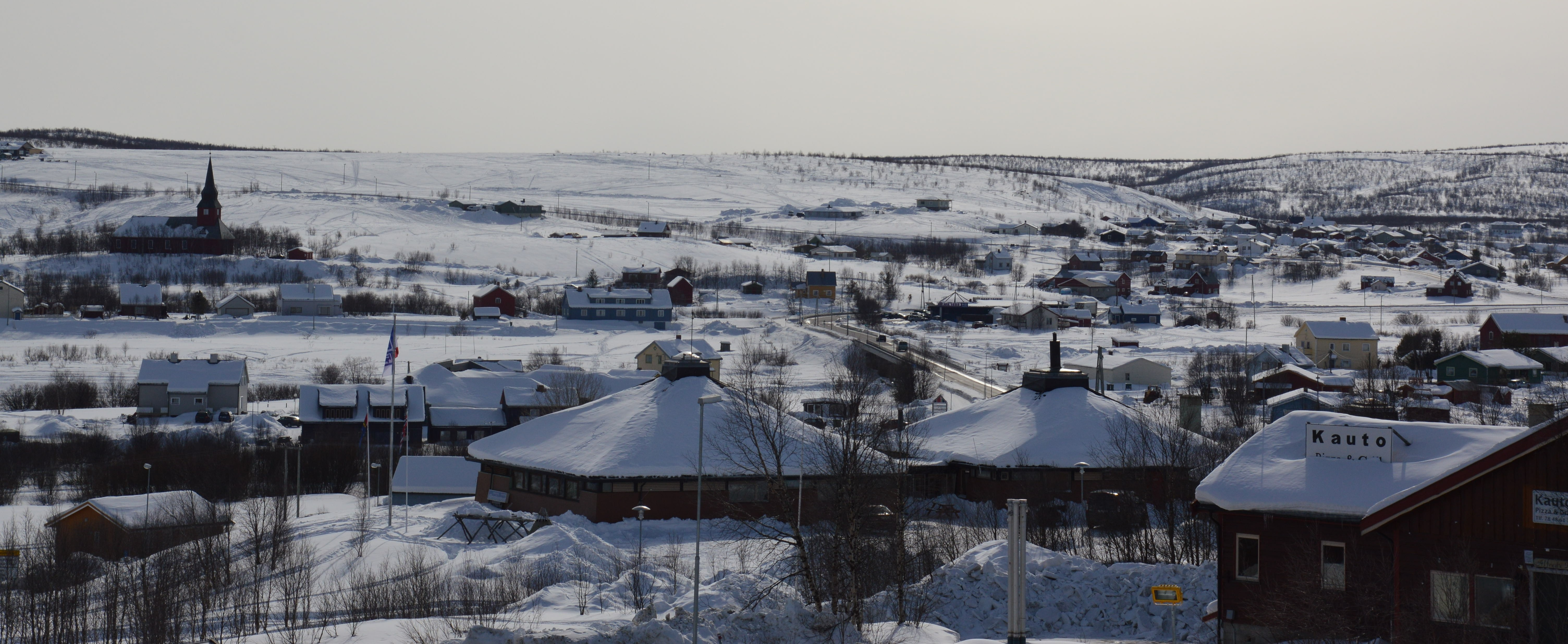
panorama de Kautokeino no inverno

A vila de 2,59 habitantes/km² (6,7 /sq mi) tem uma população (2023) de 1.459 e uma densidade populacional de 563 habitantes/km² (1 500 /sq mi). A Igreja de Kautokeino é um local que atrai visitantes.
A rodovia europeia E45 atravessa a vila com ligação direta à cidade de Alta (Finnmark) e ao sul da Noruega. O Aeroporto de Kautokeino situa-se a norte da vila. A Faculdade Universitária Sámi, única no país, também se encontra na vila.